# Gockinga

Wapen

Gockinga was de naam van drie invloedrijke families, adellijk en patricisch, in de provincie Groningen, oorspronkelijk afkomstig uit het Oldambt. 

## Middeleeuwen
De naam Gockinga wordt voor het eerst vermeld in 1390, wanneer Tammo Gockinga namens het Oldambt een verdrag ondertekent. In 1398 wordt hij door Albrecht van Beieren beleend met het Oldambt. Genealogische aantekeningen uit de 17e eeuw noemen een zekere Eppo Gockinga, die in 1260 hoofdeling te Broek, Reiderland en Pekelborg, en stichter van het klooster te Heiligerlee zou zijn geweest. Er zijn echter geen aanwijzingen dat dit op feiten berust. Het wapen van de Gockinga's vertoonde een zilveren lelie in een veld van azuur.
De hoofdelingenfamilie Gockinga trachtte een positie op te bouwen in het Oldambt maar werd al snel geconfronteerd met tegenwerking vanuit de vrije boerenstand alsmede met de ambities van de stad Groningen. Zij bezaten een borg in Zuidbroek ofwel Oosterbroek, die werd uitgebouwd tot een slot met vestingwerken. Deze borg werd later de Gockingaheerd of Drostenborg genoemd. De stad wist in 1401 de oorspronkelijke Gockingaborg te veroveren, waarbij een deel van de borg met grachten en bolwerken werd gesloopt. De burchtheer Eelt, Eijolt of Eilt Gockinga werd daarbij door de stad gevangengenomen en verbleef tot 1405 in gevangenschap in de stad. Zijn zoon Eppo Gockinga huwde met de zuster van Ulrich Cirksena, de latere graaf van Oost-Friesland. Ook Eppo maakte in 1438 een belegering van zijn slot in Zuidbroek mee, maar hij kreeg na bemiddeling door zijn zwager, de graaf van Oost-Friesland, zijn bezittingen weer terug, totdat de stad Groningen ze omstreeks 1456 definitief in beslag nam. Het steenhuis dat de familie te Bellingwolde bezat, werd eveneens gesloopt. In 1441 wordt verder een zekere Remben Gockinga te Noordbroek genoemd; hij bezat mogelijk een steenhuis aan de Grachtlaan te Noordbroek, op een plek die in de 17e eeuw bekend stond als op de Bauckenborch.

## Tweede geslacht

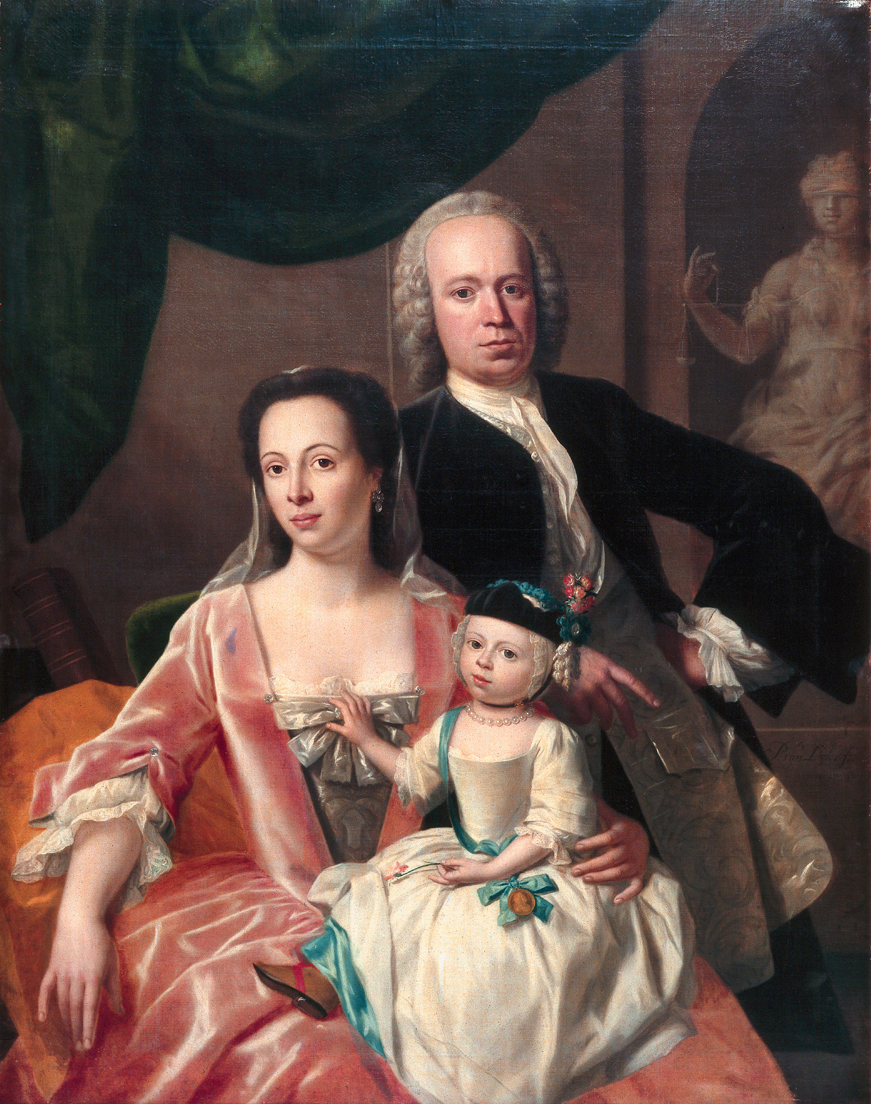
Scato Gockinga (1712 -1799) met gezin (Philip van Dijk, 1745)

Nakomelingen van de Gockinga's via de vrouwelijke lijn waren waarschijnlijk Baucke Eppens (ov. 1558), zijlrichter te Farmsum en diens oudste zoon Eppo Bauckens, sinds 1595 rentmeester-generaal van Stad en Lande en daarna redger te Farmsum. Zijn zoons Baucko, Scato en Frederik kozen voor de achternaam Gockinga. Scato Gockinga sr. (1566-1641) was syndicus van de Ommelanden. Ook deze familie Gockinga stierf na enkele generaties in mannelijke lijn uit. De laatste telg was  Frederiks achterkleinzoon Lodewijk Eppo Gockinga (geb. 1744). Men noemde dit wel de Overijsselse tak van de familie.

## Derde geslacht
De dochter van Scato Gockinga sr., Hille, trouwde met de secretaris van de Hoge Justitiekamer van Stad en Lande, mr. Ludolf (Henrici) Werumeus. De stamreeks van dit patricische geslacht begint met Henric Lambert van Wierum, zijlrechter, overleden in 1496. Ludolf was een nazaat in de zesde generatie; hij studeerde te Padua en Siena, werd in 1626 secretaris van Gedeputeerde Staten van Groningen en hij overleed in 1635. Zijn zoon Scato Gockinga jr. (1624-1683) nam omstreeks 1644 opnieuw de naam Gockinga aan. Hij was onder meer secretaris van Gedeputeerde Staten van Groningen, raad en syndicus der Ommelanden, lid der Staten-Generaal en curator van de Groningse universiteit.
Leden van deze laatste - niet uitgestorven - tak van de familie Gockinga speelden vanaf de zeventiende eeuw een belangrijke rol bij de rechterlijke macht en op politiek vlak, zowel in de provincie Groningen als op het nationale vlak.
In 1817 en 1906 werden leden van het geslacht verheven in de Nederlandse adel en verkregen zo het predicaat jonkheer/jonkvrouw. De adellijke tak is inmiddels in mannelijke lijn uitgestorven: sinds 5 mei 2016 leven er nog twee vrouwelijke leden van deze tak.

### Enkele telgen
mr. Scato Gockinga (1624-1683), lid en voorzitter van de Staten-Generaal, onderhandelaar met de Engelsen en de koning van Spanje in de periode na 1672
- Scato Gockinga (1652-1687), drost der Oldambten, lid van de Staten Generaal en van de Raad van State, raadsheer te Groningen[6]
  - Scato Gockinga (1683-1759), burgemeester van Groningen
    - Henrik Gockinga (1710-1791), burgemeester van Groningen
      - mr. Henrick Gockinga (1748-1832)
        - jhr. mr. Reneke Gockinga (1785-1848), raadsheer gerechtshof Groningen
          - jhr. mr. Wolter Gockinga (1812-1883), kunstenaar
            - jhr. Scato Gockinga (1851-1943), burgemeester
              - Jhr. Henri Corneille Wolter Gockinga (1892-1978), directeur Prins Bernhard Stichting, thesaurier-generaal Nederlandse Rode Kruis in Indonesië

            - jkvr. Henriette Pauline Gockinga (1856-1935); trouwde in 1885 met jhr. mr. Johan Adriaan Feith (1858-1913), archivaris

  - Henric Gockinga (1686-1727), secretaris der Staten van Groningen
    - Joseph Gockinga (1720-1780), gedeputeerde ter Staten-generaal
      - mr. Campegius Hermannus Gockinga (1748-1823), lid Tweede Kamer der Staten-Generaal
        - mr. Joseph Gockinga (1778-1851), lid Tweede Kamer der Staten-Generaal
          - mr. Campegius Hermannus Gockinga (1804-1882), president Hoge Raad der Nederlanden
          - Clara Cornelia Gockinga (1811-1888); trouwde in 1836 met jhr. mr. Onno Reint Alberda van Ekenstein (1813-1887), griffier Staten van Groningen
          - Wibbina Maria Gockinga (1812-1888); trouwde in 1837 met jhr. mr. Johan Wichers Quintus (1807-1864), lid Eerste Kamer der Staten-Generaal
          - mr. Jan Gockinga (1814-1852), kantonrechter te Zuidbroek en lid gemeenteraad van Noordbroek
            - jhr. mr. Jan Joseph Gockinga (1853-1923), president gerechtshof Arnhem
              - jhr. Jan Scato Eppo Gockinga (1899-1977)
                - jkvr. Gabrielle Dodonea Gockinga (1931-2016), lid gemeenteraad en wethouder van Bloemendaal

          - mr. Joseph Gockinga (1819-1898), raadsheer gerechtshof Groningen
            - Hermanna Elisabeth Gockinga (1852-1934); trouwde in 1876 met prof. dr. Rudolf Adriaan Mees (1844-1886), hoogleraar Natuurkunde en Meteorologie Rijksuniversiteit Groningen
            - mr. dr. Jan Arent Godert Gockinga (1855-1924), vicepresident arrondissementsrechtbank Groningen
            - mr. Campegius Hermannus Gockinga (1857-1916)
              - Joseph René Gockinga (1893-1962), kunstenaar

      - Scato François Gockinga (1753-1796), militair en lid van het Comité te Lande

## Wapen
Het wapen van de beide laatste families Gockinga vertoont in goud een staande zwarte adelaar met opgeheven vlucht op een liggende groene boomstam en steunend met de snavel op een zwarte voetboog met rode schacht, houdende een poot aan de trekker.

## Wetenswaardigheden
- De Gockingalaan te Noordbroek is genoemd naar de familie Gockinga, die aan het eind van de Gockingalaan de buitenplaats Veenhuizen bezat. De boerderij op deze plek heet sinds ongeveer 1960 'Gockingaheerd'.
- Het Woonzorgcentrum 'Gockingaheem' is een verzorgingshuis te Noordbroek, gesticht in 1989.
- Het Gerarda Gockingahuis is een hofje in de stad Groningen, gesticht in 1870 door jonkheer Wolter Gockinga (1812-1993) ter nagedachtenis aan zijn vrouw, Gerarda Wolthers (1818-1867).
- Appingedam heeft een Gockingastraat en een Gockingaplein, de Groningse wijk Hoogkerk een Burgemeester S. Gockingastraat (eerder Jhr. S. Gockingastraat).